# 1949-es magyar asztalitenisz-bajnokság
Az 1949-es magyar asztalitenisz-bajnokság a harminckettedik magyar bajnokság volt. A bajnokságot március 29. és 31. között rendezték meg Budapesten, a Nemzeti Sportcsarnokban.

## Eredmények
| Versenyszám  | Arany                                                    | Arany | Ezüst                                                        | Ezüst | Bronz | Bronz |
| ------------ | -------------------------------------------------------- | ----- | ------------------------------------------------------------ | ----- | --- | ----- |
| Férfi egyéni | Kóczián József Elida SC                                  |       | Max Marinko ŠK Poštári Bratislava                            |       | Szepesi Kálmán Ózdi VTKSidó Ferenc Mezőkémia SE                                                             |       |
| Női egyéni   | Farkas Gizella Elektromos MSE                            |       | Király Ilona Elektromos MSE                                  |       | Jávorné Kárpáti Rózsi Mezőkémia SESchönek Anna Elektromos MSE                                               |       |
| Férfi páros  | Sidó Ferenc, Kóczián József Mezőkémia SE, Elida SC       |       | Soós Ferenc, Max Marinko Mezőkémia SE, ŠK Poštári Bratislava |       | Zsolnay László, Hámori Tibor Tipográfia TE, KAOEFarkas József, Csillik György Miskolci Postás, Mezőkémia SE |       |
| Női páros    | Farkas Gizella, Király Ilona Elektromos MSE              |       | Jávorné Kárpáti Rózsi, Megyeri Károlyné Mezőkémia SE         |       | Sági Edit, Simon Mária Szilágyi Erzsébet gimnázium, Kaposvári MTE                                           |       |
| Vegyes páros | Sidó Ferenc, Farkas Gizella Mezőkémia SE, Elektromos MSE |       | Kóczián József, Király Ilona Elida SC, Elektromos MSE        |       | Szepesi Kálmán, Tóthné Ózdi VTKVárkonyi László, Stumpf Ilona Postás SE                                      |       |

Megjegyzés: A magyar asztaliteniszezés története szerint férfi párosban Szepesi Kálmán, Havelant László (Ózdi VTK) a második.